# Emil Holm
Emil Holm, né le 13 mai 2000 à Göteborg en Suède, est un footballeur international suédois qui évolue au poste d'arrière droit au Bologne FC.

## Biographie

### IFK Göteborg
Né Göteborg en Suède, Emil Holm est formé par l'IFK Göteborg, un club où il a toujours rêvé d'évoluer au niveau professionnel. 
Il est intégré à l'équipe première juste avant la saison 2019, prolongeant son contrat de trois ans par la même occasion. Holm joue son premier match en professionnel le 29 juin 2019, contre l'Östersunds FK, à l'occasion d'une rencontre d'Allsvenskan. Il entre en jeu à la place de Robin Söder ce jour-là, et le match se termine sur un score nul (0-0). Il connaît sa première titularisation le 29 septembre 2019 contre le BK Häcken, en championnat (0-0).

### SønderjyskE
Le 27 janvier 2021, Emil Holm s'engage en faveur du club danois de SønderjyskE, pour un contrat courant jusqu'en juin 2025.
Il fait sa première apparition avec sa nouvelle équipe le 7 février 2021, lors d'une rencontre de championnat perdue face au Vejle BK (0-1).

### Spezia Calcio
Le 27 août 2023, Emil Holm est recruté par le Spezia Calcio, il signe un contrat de cinq ans mais se voit dans un premier temps prêté pour une saison à son ancien club, SønderjyskE.

### Atalanta Bergame
Le 31 août 2023, Emil Holm rejoint l'Atalanta Bergame sous la forme d'un prêt d'une saison avec option d'achat,.
Il remporte la Ligue Europa 2023-2024

### Bologne FC
Le 28 juin 2024, Emil Holm quitte définitivement la Spezia Calcio à la fin de son prêt à l'Atalanta Bergame et signe en faveur du Bologne FC pour un contrat de quatre ans, plus une année supplémentaire en option,.

### En sélection
Emil Holm compte trois sélections avec l'équipe de Suède des moins de 19 ans, toutes obtenues en 2018.
Emil Holm honore sa première sélection avec l'équipe nationale de Suède le 16 novembre 2022, lors d'un match amical face au Mexique. Il est titularisé et son équipe s'impose par deux buts à un.
Le 12 septembre 2023, Holm marque son premier but pour la Suède, lors d'un match comptant pour les éliminatoires de l'Euro 2024, face à l'Autriche. Entré en jeu à la place de Linus Wahlqvist, il réduit le score sur un service de Dejan Kulusevski, mais ne peut empêcher la défaite de son équipe ce jour-là (1-3 score final),.

## Palmarès
- IFK Göteborg
  - Coupe de Suède
    - Vainqueur : 2020
- Atalanta Bergame
  - Ligue Europa
    - Vainqueur : 2024

  - Coupe d'Italie
    - Finaliste : 2024
- Bologne FC
  - Coupe d'Italie
    - Vainqueur en 2025[16]